# Університет Ґувахаті
26°09′11″ пн. ш. 91°39′51″ сх. д. / 26.15306° пн. ш. 91.66417° сх. д.
Університет Ґуваха́ті (англ. Gauhati University) — державний університет в Індії. Розташований у місті Ґувахаті — столиці штату Ассам.
Університет було засновано урядом штату 1948 року. Кампус розташований у межах міста, на березі річки Брахмапутра. До складу вишу входять 183 коледжі. Університет має 6 факультетів:
- природничих наук
- права
- інженерії
- комерції
- медицини
- мистецтв

## Відомі випускники
- Бгактісварупа Дамодара Свамі